# Oberreifenberg
Oberreifenberg is een plaats in de Duitse gemeente Schmitten, deelstaat Hessen, en telt 1922 inwoners.

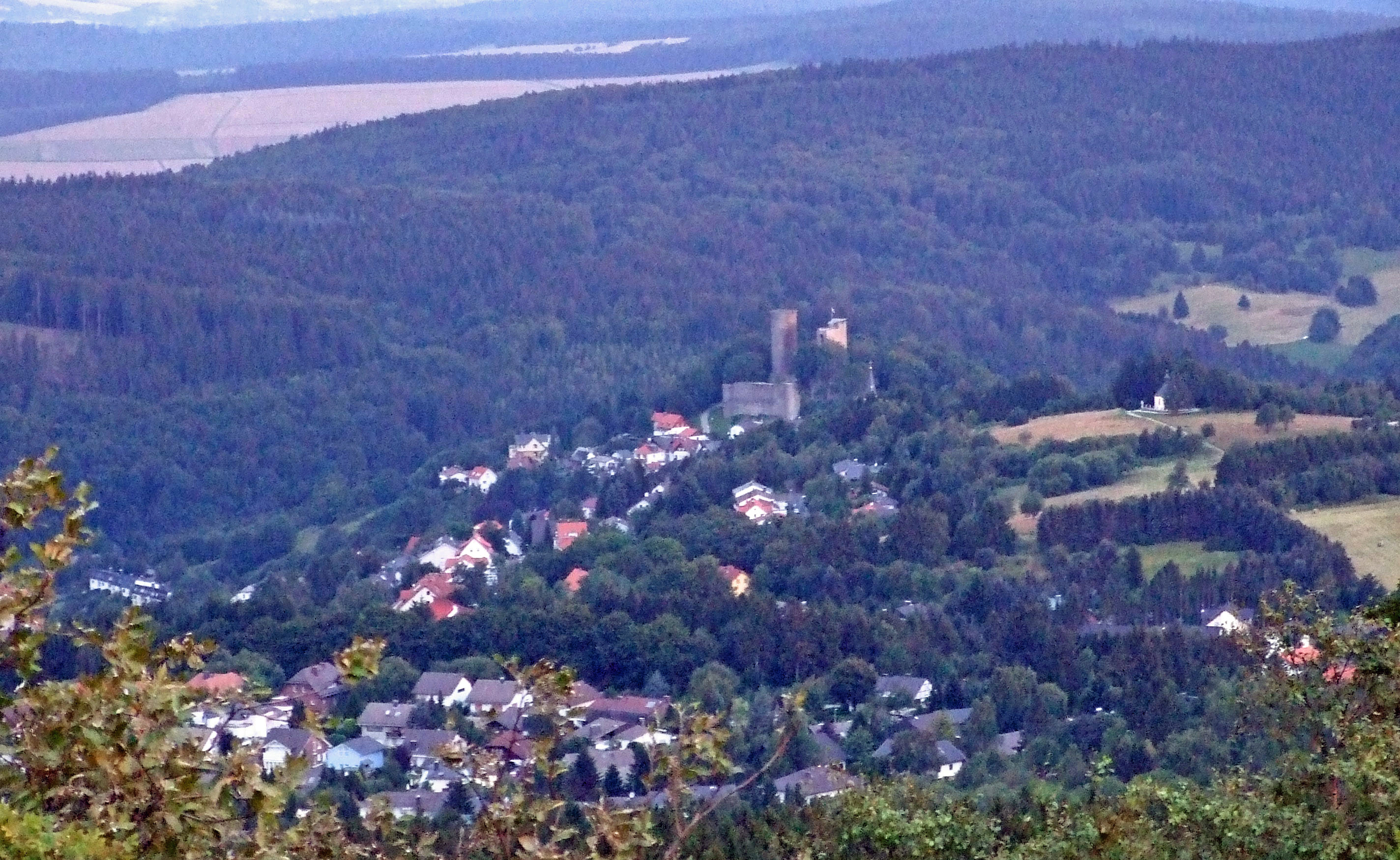
Oberreifenberg

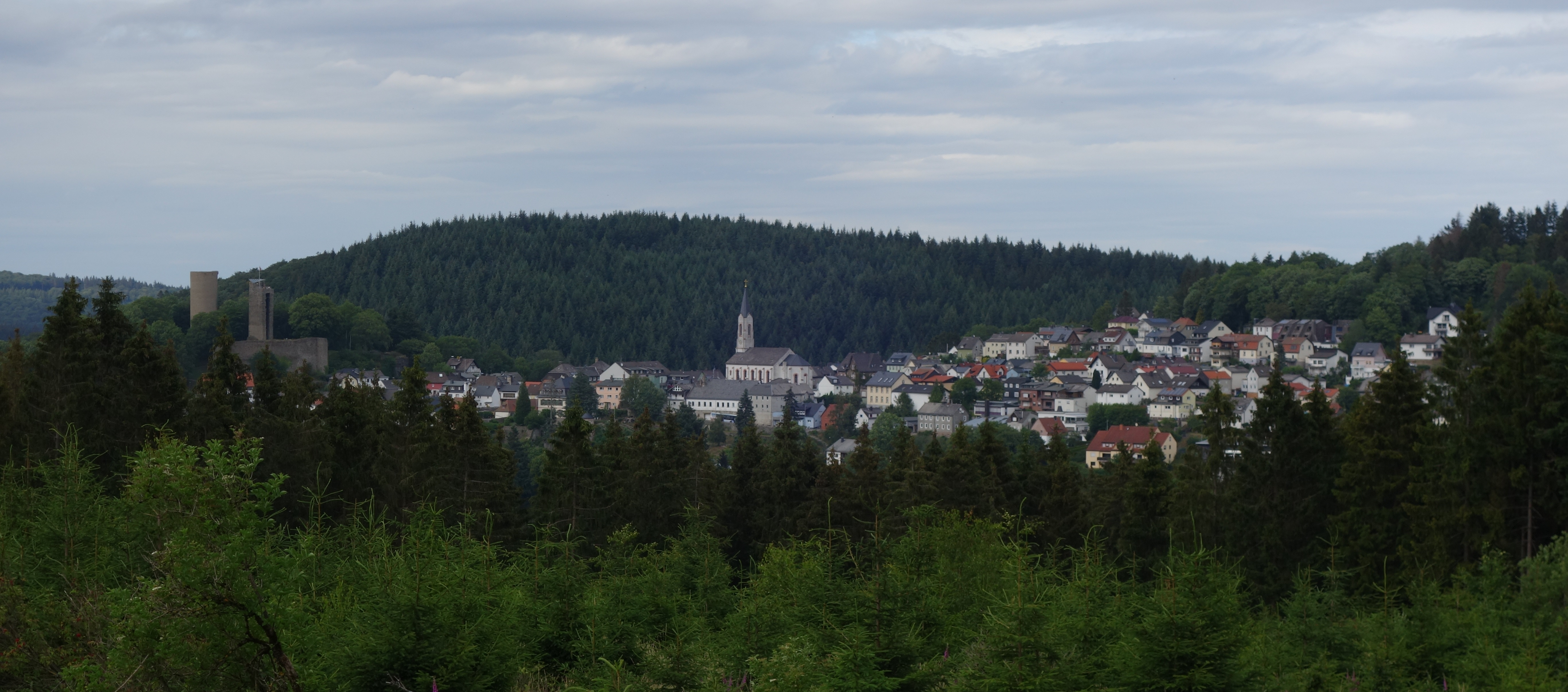
Sängelberg (665 m) boven de daken van Oberreifenberg, gezien vanuit het zuidzuidoosten.